# Tonto Basin
Tonto Basin is een plaats (census-designated place) in de Amerikaanse staat Arizona, en valt bestuurlijk gezien onder Gila County.

## Demografie
Bij de volkstelling in 2000 werd het aantal inwoners vastgesteld op 840.

## Geografie
Volgens het United States Census Bureau beslaat de plaats een oppervlakte van
81,2 km², geheel bestaande uit land. Tonto Basin ligt op ongeveer 708 m boven zeeniveau.

## Plaatsen in de nabije omgeving
De onderstaande figuur toont nabijgelegen plaatsen in een straal van 48 km rond Tonto Basin.